# لويس ألفريدو فيلا
لويس ألفريدو فيلا (بالإسبانية: Luis Vila) (6 مارس 1992 في الأرجنتين - ) هو لاعب كرة قدم أرجنتيني في مركز الهجوم. لعب مع إيفرتون دي فينا ديل مار وخميناسيا خوخوي وريفر بليت وغودوي كروز ونادي أولميدو.

## وصلات خارجية
- لويس ألفريدو فيلا على موقع قاعدة بيانات كرة القدم.إي يو (الإنجليزية)
- لويس ألفريدو فيلا على موقع Soccerway.com (الإنجليزية)
- لويس ألفريدو فيلا على موقع عالم كرة القدم.نت (الإنجليزية)